# Liste der Landschaftsschutzgebiete im Landkreis Tirschenreuth
Im Landkreis Tirschenreuth gibt es sechs Landschaftsschutzgebiete. (Stand: November 2018)

## Hinweise zu den Angaben in der Tabelle
- Gebietsname: Amtliche Bezeichnung des Schutzgebietes
- Bild/Commons: Bild und Link zu weiteren Bildern aus dem Schutzgebiet
- LSG-ID: Amtliche Nummer des Schutzgebietes
- WDPA-ID: Link zum Eintrag des Schutzgebietes in der World Database on Protected Areas
- Wikidata: Link zum Wikidata-Eintrag des Schutzgebietes
- Ausweisung: Datum der Ausweisung als Schutzgebiet
- Gemeinde(n): Gemeinden, auf denen sich das Schutzgebiet befindet
- Lage: Geografischer Standort
- Fläche: Gesamtfläche des Schutzgebietes in Hektar
- Flächenanteil: Anteilige Flächen des Schutzgebietes in Landkreisen/Gemeinden, Angabe in % der Gesamtfläche
- Bemerkung: Besonderheiten und Anmerkungen

Bis auf die Spalte Lage sind alle Spalten sortierbar.
| Gebietsname                                                                   | Bild/Commons   | LSG-ID       | WDPA-ID | Wikidata  | Ausweisung | Gemeinde(n) | Lage     | Fläche ha | Flächenanteil                                                                                                 | Bemerkung |
| ----------------------------------------------------------------------------- | -------------- | ------------ | ------- | --------- | ---------- | ----------- | -------- | --------- | --- | --------- |
| LSG innerhalb des Naturparks Fichtelgebirge (ehemals Schutzzone)              | weitere Bilder | LSG-00571.01 | 396121  | Q59655012 | 1990       |             | Position | 6516,81   | Landkreis Tirschenreuth (99,9 %)                                                                              |           |
| LSG innerhalb des Naturparks Nördlicher Oberpfälzer Wald (ehemals Schutzzone) | weitere Bilder | LSG-00564.01 | 396114  | Q59655008 | 1997       |             | Position | 44161,93  | Weiden in der Oberpfalz (2,6 %), Landkreis Neustadt an der Waldnaab (88,7 %), Landkreis Tirschenreuth (8,6 %) |           |
| LSG innerhalb des Naturparks Steinwald (ehemals Schutzzone)                   | weitere Bilder | LSG-00568.01 | 396118  | Q59655011 | 1987       |             | Position | 13629,15  | Landkreis Tirschenreuth (100 %)                                                                               |           |
| LSG Ostmarkstraße - nördlicher Teil                                           |                | LSG-00146.01 | 395618  | Q59654982 | 1967       |             | Position | 522,82    | Landkreis Tirschenreuth (99,6 %)                                                                              |           |
| LSG Rothenbürger Weiher                                                       | weitere Bilder | LSG-00117.01 | 395545  | Q59654946 | 1963       |             | Position | 273,85    | Landkreis Tirschenreuth (100 %)                                                                               |           |
| LSG Seidlersreuther Weiher                                                    |                | LSG-00110.01 | 395538  | Q59654944 | 1963       |             | Position | 43,7      | Landkreis Tirschenreuth (100 %)                                                                               |           |